# Liste der Biografien/Wus
Liste der Biografien |
Portal Biografien |
Personensuche
# |
A |
B |
C |
D |
E |
F |
G |
H |
I |
J |
K |
L |
M |
N |
O |
P |
Q |
R |
S |
T |
U |
V |
W |
X |
Y |
Z |
?
 
Wa |
Wc |
Wd |
We |
Wh |
Wi |
Wj |
Wl |
Wn |
Wo |
Wr |
Ws |
Wt |
Wu |
Ww |
Wy |
Wz
 
Wua |
Wub |
Wuc |
Wud |
Wue |
Wuf |
Wug |
Wuh |
Wui |
Wuj |
Wuk |
Wul |
Wum |
Wun |
Wuo |
Wup |
Wur |
Wus |
Wut |
Wuw |
Wuy |
Wuz
Die Liste der Biografien führt alle Personen auf, die in der deutschsprachigen Wikipedia einen Artikel haben. Dieses ist eine Teilliste mit 153 Einträgen von Personen, deren Namen mit den Buchstaben „Wus“ beginnt.

## Wus

### Wusa
- Wusah, John, taiwanisch-US-amerikanischer Schauspieler, Synchronsprecher, Filmproduzent, Filmregisseur, Drehbuchautor, Stunt Coordinator und Tänzer

### Wusc
- Wuschanski, Georg (1839–1905), Dekan des Bautzener Domstifts, Administrator der katholischen Jurisdiktionsbezirke in Sachsen
- Wuschech, Heinz (1933–2020), deutscher Sportmediziner
- Wuschek, Kay (* 1963), deutscher Theaterregisseur, Dramaturg und Intendant
- Wuschick, Adolf (1870–1955), deutscher sozialdemokratischer Politiker und Gewerkschafter
- Wuschick, Michael (* 1947), deutscher Schauspieler, Synchron- und Hörspielsprecher sowie Regisseur und Autor
- Wusching, Conrad Paul (1827–1900), rumäniendeutscher Komponist, Kirchenmusiker und Chorleiter
- Wüscht, Johann (1897–1976), deutscher Verbandsfunktionär, Autor und Herausgeber im Königreich Jugoslawien und in Deutschland

### Wusi
- Wusits, Lisa (* 1997), österreichische Grasskiläuferin

### Wuso
- Wusowski, Cornelia (* 1946), deutsche Schriftstellerin

### Wuss
- Wuss-Mundeciema, Leonija (* 1939), deutsche Filmemacherin
- Wussatenko, Tatjana Anatoljewna (* 1969), russische Politikerin
- Wussin, Ferdinand (1770–1848), böhmisch-österreichischer Rechtsanwalt, Verwaltungsbeamter und Kreishauptmann
- Wußing, Hans (1927–2011), deutscher Mathematik- und Wissenschaftshistoriker und Hochschullehrer
- Wussow, Alexander (* 1964), österreichischer Fernsehschauspieler
- Wussow, Alexander von (1820–1889), preußischer Verwaltungsjurist und Landrat
- Wussow, Barbara (* 1961), österreichische Schauspielerin und AutorinBarbara Wussow (* 1961)

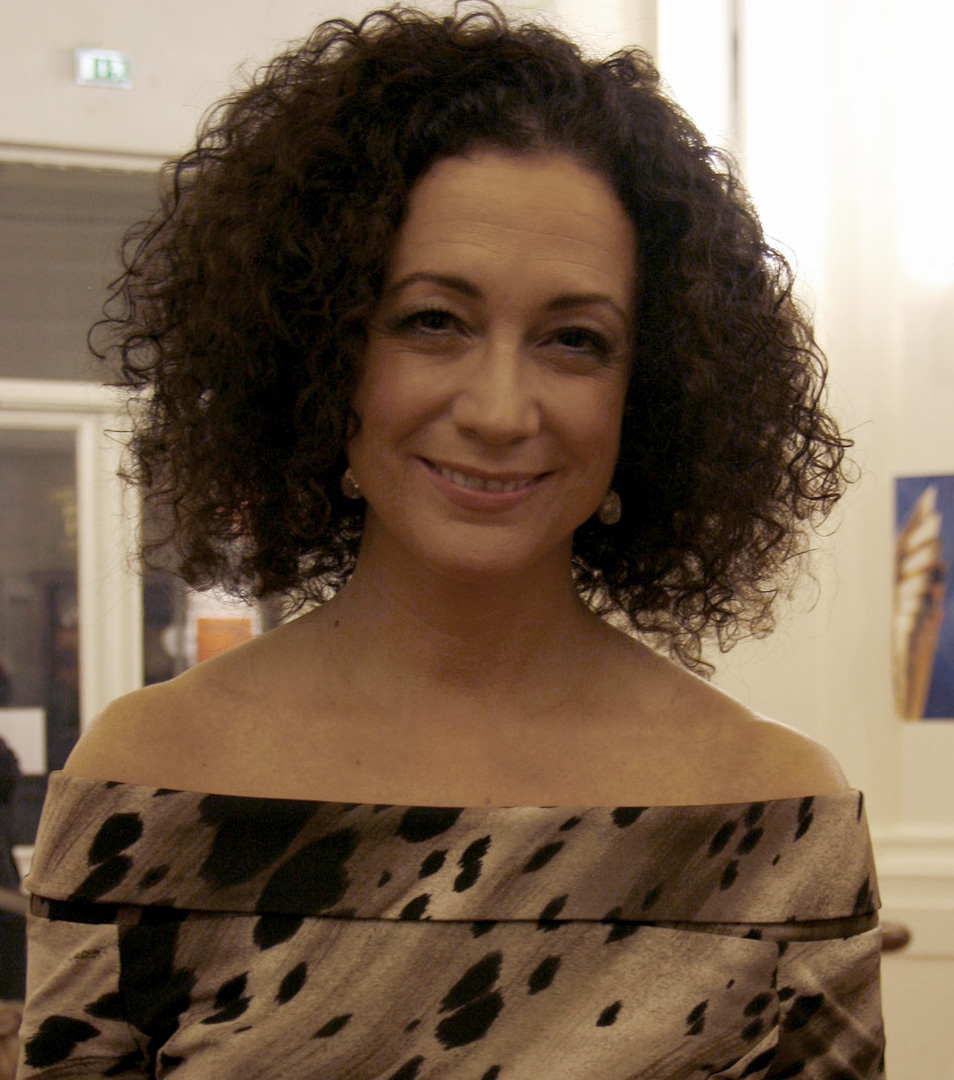
Barbara Wussow (* 1961)

- Wussow, Botho von (1828–1891), preußischer Generalleutnant
- Wussow, Botho von (1901–1971), deutscher Diplomat und Mitglied des Kreisauer Kreises
- Wussow, Friedrich (1872–1934), deutscher Politiker
- Wussow, Georg Christoph von (1745–1794), preußischer Jurist und Landrat
- Wussow, Joachim (1903–1964), deutscher Manager
- Wussow, Klausjürgen (1929–2007), deutscher Schauspieler
- Wussow, Max von (1884–1970), deutscher Offizier, Landrat und Wirtschaftsfunktionär
- Wussow, Michèl von (* 1995), deutscher Musiker und Sänger
- Wussow, Philipp von (1792–1870), preußischer General der Infanterie, Generaladjutant von König Wilhelm I.
- Wussow, Udo von (1854–1915), preußischer Generalmajor
- Wussow, Waldemar von (1865–1938), deutscher Verwaltungsjurist und Herzoglich sachsen-altenburgischer Staatsminister
- Wussow, Yvonne (1955–2006), deutsche Journalistin und Schriftstellerin

### Wust
- Wüst, Alban (1947–2000), deutscher Fußballspieler
- Wüst, Albert (1840–1901), deutscher Landtechniker
- Wüst, Alexander (1858–1946), deutscher Fotograf
- Wüst, Alexander (* 1973), deutscher Schauspieler
- Wüst, Anton Karl (1863–1932), österreichischer Politiker (DnP), Abgeordneter zum Nationalrat
- Wüst, Balthasar (1720–1761), deutscher Ordensgeistlicher, Kirchenmusiker und Komponist
- Wüst, Carsten (* 1992), deutscher Säbelfechter
- Wüst, Dorothee (* 1965), deutsche evangelische Pfarrerin, Oberkirchenrätin der evangelischen Kirche der Pfalz
- Wüst, Eduard (1818–1859), deutscher evangelischer Theologe
- Wüst, Ernst (1875–1959), deutscher Klassischer Philologe und Gymnasiallehrer
- Wüst, Ernst (* 1923), deutscher Fußballspieler
- Wüst, Ewald (1875–1934), deutscher Geologe und Paläontologe sowie Botaniker
- Wüst, Ferdinand (1845–1908), deutscher Maler, Grafiker und Lithograph
- Wüst, Fritz (1860–1938), deutscher Eisenhüttenkundler und Gründungsdirektor
- Wüst, Fritz Rudolf (1912–1993), deutscher Althistoriker
- Wüst, Georg (1890–1977), deutscher Ozeanograph
- Wüst, Günther (1923–2003), deutscher Rechtswissenschaftler und Hochschullehrer
- Wüst, Hannelore (1927–2014), deutsche Schauspielerin
- Wüst, Hans, deutscher Journalist, Buchautor und Pressereferent der Christlich-Sozialen Union (CSU) (1955–1960)
- Wüst, Hans Werner, deutscher Unternehmer und Autor
- Wust, Harald (1921–2010), deutscher Militär, Generalinspekteur der Bundeswehr (Deutschland)
- Wüst, Hendrik (* 1975), deutscher Politiker (CDU), MdLHendrik Wüst (* 1975)

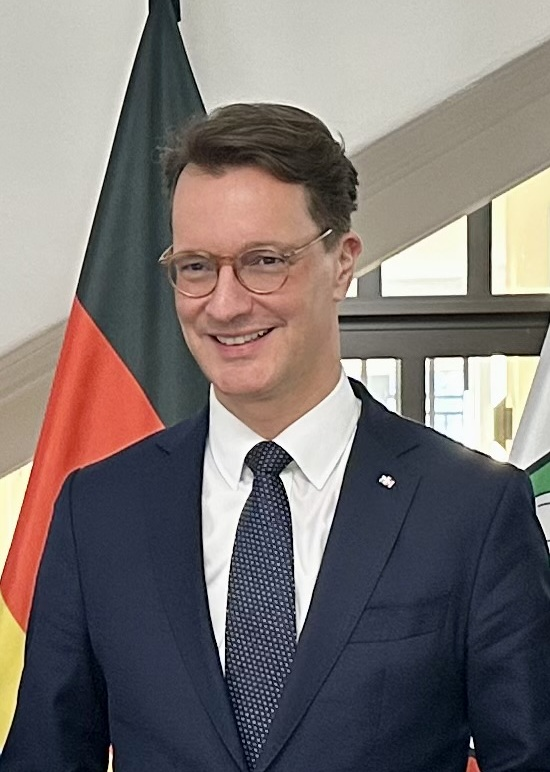
Hendrik Wüst (* 1975)

- Wüst, Ida (1879–1958), deutsche Schauspielerin
- Wüst, Ireen (* 1986), niederländische Eisschnellläuferin
- Wüst, Josef (1925–2003), österreichischer Journalist, Chefredakteur und Zeitungsherausgeber
- Wüst, Karl (1840–1884), Oberbürgermeister der Stadt Heilbronn
- Wüst, Karlheinz (1921–1992), deutscher Kameramann und Kulturfilmproduzent
- Wust, Klaus (1925–2003), US-amerikanischer Autor und Historiker
- Wust, Lilly (1913–2006), deutsche Geliebte von Felice Schragenheim
- Wüst, Ludwig (* 1965), österreichischer Regisseur, Drehbuchautor und Filmproduzent
- Wüst, Lui (* 2002), deutscher Beachvolleyballspieler
- Wüst, Manu (1953–2010), Schweizer Journalistin
- Wüst, Marcel (* 1967), deutscher RadrennfahrerMarcel Wüst (* 1967)

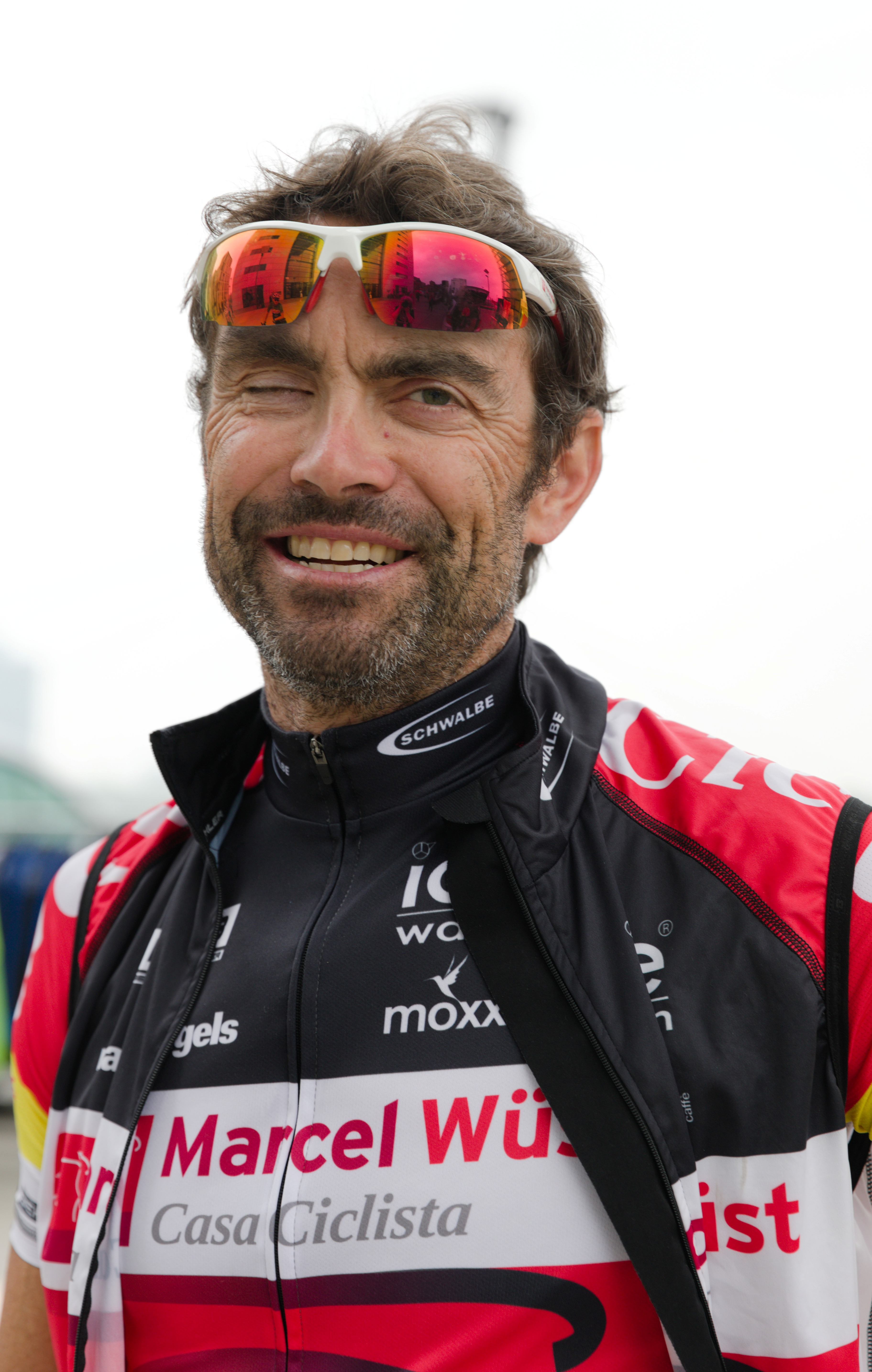
Marcel Wüst (* 1967)

- Wüst, Markus (* 1971), Schweizer Nordischer Kombinierer
- Wüst, Michel (* 1997), Schweizer Unihockeyspieler
- Wüst, Mio (* 2000), deutscher Volleyball- und Beachvolleyballspieler
- Wüst, Otto (1926–2002), Schweizer Geistlicher und Bischof von Basel (1982–1993)
- Wüst, Ottokar (1925–2011), deutscher Fußball-Funktionär
- Wust, Peter (1884–1940), deutscher christlicher Existenzphilosoph
- Wüst, Peter (1946–2023), deutscher Journalist
- Wust, Petra (* 1952), deutsche Diplom-Ingenieurökonomin, ehemalige Oberbürgermeisterin von Wolfen und Bitterfeld-Wolfen
- Wüst, Philipp (1894–1975), deutscher Dirigent und Komponist
- Wüst, Rainer (1943–2021), deutscher Mathematiker und Hochschullehrer
- Wüst, Theodor (1880–1965), deutscher Bezirksamtmann
- Wüst, Théodore (1843–1915), deutscher Porträt- und Genremaler sowie Illustrator und Kupferstecher
- Wüst, Ulrich (* 1949), deutscher Fotograf
- Wüst, Walter (1896–1965), deutscher Politiker (SPD), MdA
- Wüst, Walter (1906–1993), deutscher Ornithologe
- Wüst, Walther (1901–1993), deutscher Indogermanist, nationalsozialistischer WissenschaftsfunktionärWalther Wüst (1901–1993)

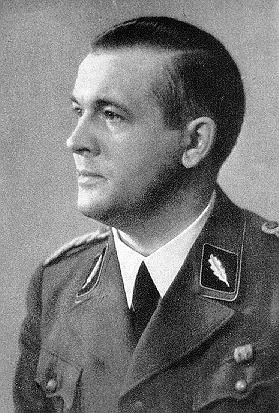
Walther Wüst (1901–1993)

- Wust, Wilhelm, deutscher Porträt-, Genre- und Landschaftsmaler, Miniaturist, Zeichner
- Wüst, Wilhelm (1875–1950), deutscher Landrat des Landkreises Landau
- Wüst, Wolfgang (* 1953), deutscher Historiker
- Wüste, Louise (1805–1874), deutschamerikanische Malerin der Düsseldorfer Schule
- Wüstefeld, Adolf (1827–1901), deutscher Generalarzt, Autor und Zeichner
- Wüstefeld, Karl (1857–1937), deutscher Rektor, Organist und Heimatforscher
- Wüstefeld, Kaspar Johann (1782–1825), Politiker Freie Stadt Frankfurt
- Wüstefeld, Michael (* 1951), deutscher Schriftsteller
- Wüstefeld, Servatius (1853–1925), deutscher Maurermeister, Architekt und Bauunternehmer
- Wüstefeld, Wilhelm (1881–1961), deutscher Politiker (CDU), MdL
- Wüstemann, Adolf (1901–1966), deutscher evangelischer Geistlicher, Landesbischof
- Wüstemann, Else (1896–1974), deutsche Politikerin (SPD), MdL
- Wüstemann, Ernst Friedrich (1799–1856), deutscher Altphilologe
- Wüstemann, Jens (* 1970), deutscher Ökonom und Hochschullehrer
- Wüsten, Dorothea (1893–1974), deutsche Keramikerin, Malerin und Zeichnerin
- Wüsten, Ewald (1898–1960), deutscher Journalist und Chefredakteur
- Wüsten, Franz (1843–1893), deutscher Emailkünstler und Goldschmied
- Wüsten, Johannes (1896–1943), deutscher bildender Künstler und SchriftstellerJohannes Wüsten (1896–1943)

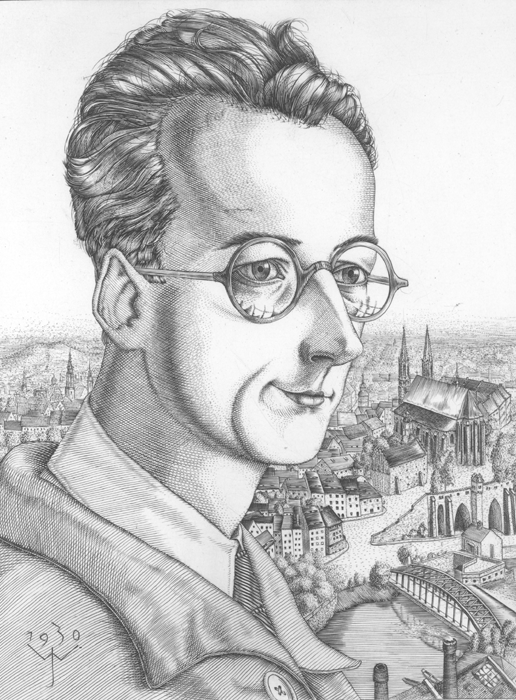
Johannes Wüsten (1896–1943)

- Wüsten, Theodor (1906–1959), deutscher Keramiker und Schmuckgestalter
- Wüstenberg, Bruno (1912–1984), deutscher Erzbischof
- Wustenberg, Jacques-Henri (1790–1865), französischer Kaufmann und Pair von Frankreich
- Wüstenberg, Joachim (1908–1993), deutscher Hygieniker
- Wüstenberg, Kurt (1906–1997), deutscher Jurist, Richter am Bundesgerichtshof
- Wüstenberg, Michael (* 1954), deutscher Geistlicher, Missionar und emeritierter römisch-katholischer Bischof von Aliwal in Südafrika
- Wüstenberg, Ralf Karolus (* 1965), deutscher evangelischer Theologe und Hochschullehrer
- Wüstendörfer, Charlotte (1892–1945), deutsche Schriftstellerin
- Wüstendörfer, Edzard (1925–2016), deutscher Theaterschauspieler und Sprecher
- Wüstendörfer, Hans (1875–1951), deutscher Rechtswissenschaftler
- Wüstendörfer, Lena-Lisa (* 1983), Schweizer Dirigentin
- Wüstenfeld, Eduard (1831–1923), deutscher Reichsgerichtsrat
- Wüstenfeld, Emilie (1817–1874), deutsche Philanthropin
- Wüstenfeld, Ferdinand (1808–1899), deutscher OrientalistFerdinand Wüstenfeld (1808–1899)

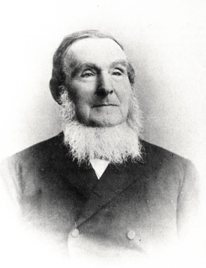
Ferdinand Wüstenfeld (1808–1899)

- Wüstenfeld, Jan (* 1975), deutscher Biathlet
- Wüstenfeld, Katja (* 1976), deutsche Biathletin
- Wüstenhagen, Albrecht (1892–1944), deutscher Generalleutnant
- Wüstenhagen, Hans-Helmuth (1923–1996), deutscher Umweltaktivist
- Wüstenhagen, Harry (1928–1999), deutscher Schauspieler und Synchronsprecher
- Wüstenhagen, Karl (1893–1950), deutscher Schauspieler, Regisseur und Intendant
- Wüstenhagen, Katharina (* 1983), deutsche Rallyebeifahrerin
- Wüstenhagen, Louis (1852–1916), deutscher Unternehmer und Gutsbesitzer
- Wüstenhagen, Rolf (* 1970), deutscher Wirtschaftsingenieur
- Wüstenhöfer, Arno (1920–2003), deutscher Schauspieler, Theaterregisseur und Intendant
- Wüster, Christian (* 1958), deutscher Spezialist für Endokrinologie/Osteologie und Fachautor
- Wüster, Christian (* 1984), deutscher Dramaturg, Heimat- und Mundartdichter
- Wüster, Engelbert (1877–1944), deutscher Journalist und Heimatschriftsteller
- Wüster, Eugen (1898–1977), österreichischer Interlinguist und Begründer der Terminologiewissenschaft
- Wüster, Hans-Otto (1927–1985), deutscher Physiker
- Wüster, Kurt (1925–1999), deutscher Politiker (SPD), MdB
- Wüster, Walther (1901–1949), deutscher Diplomat im Zweiten Weltkrieg
- Wüster, Wigand (1920–2017), deutscher Jurist und Stalingrad-Veteran
- Wüster, Wolfgang (* 1964), deutsch-britischer Herpetologe
- Wusterwitz, Engelbert († 1433), Chronist der märkischen Geschichte
- Wüsthoff, Carl (1902–1992), deutscher Schriftsteller
- Wüsthoff, Erna (1926–1997), deutsche Badmintonspielerin
- Wüsthoff, Klaus (1922–2021), deutscher Komponist
- Wüsthoff, Kurt (1897–1926), deutscher Jagdflieger
- Wüstholz, Gisbert (* 1948), deutscher Mathematiker und Hochschullehrer
- Wustin, Alexander Kusmitsch (1943–2020), russischer Komponist
- Wustinger, Florian (* 2003), österreichischer Fußballspieler
- Wustlich, Otto (1819–1886), deutscher Porzellan-, Landschafts- und Porträtmaler
- Wustlich, Torsten (* 1977), deutscher Rennrodler
- Wustlich, Winfried (* 1942), deutscher Fußballspieler
- Wustmann, Erich (1907–1994), deutscher Völkerkundler und Reiseschriftsteller
- Wustmann, Gerrit (* 1982), deutscher freier Journalist und Autor
- Wustmann, Gustav (1844–1910), deutscher Stadthistoriker, Sprachpfleger, Gymnasiallehrer und Archivar
- Wustmann, Markus (* 1975), deutscher Fotograf und Filmemacher
- Wustmann, Otto (1896–1971), deutscher Chirurg, Hochschullehrer und Sanitätsoffizier
- Wustmann, Rudolf (1872–1916), deutscher Literatur- und Musikwissenschaftler
- Wustmans, Hildegard (* 1963), deutsche Pastoraltheologin
- Wüstnei, Carl (1843–1902), deutscher Eisenbahnbaurat und Ornithologe
- Wüstner, André (* 1974), deutscher Offizier und Bundesvorsitzender des Deutschen BundeswehrverbandesAndré Wüstner (* 1974)

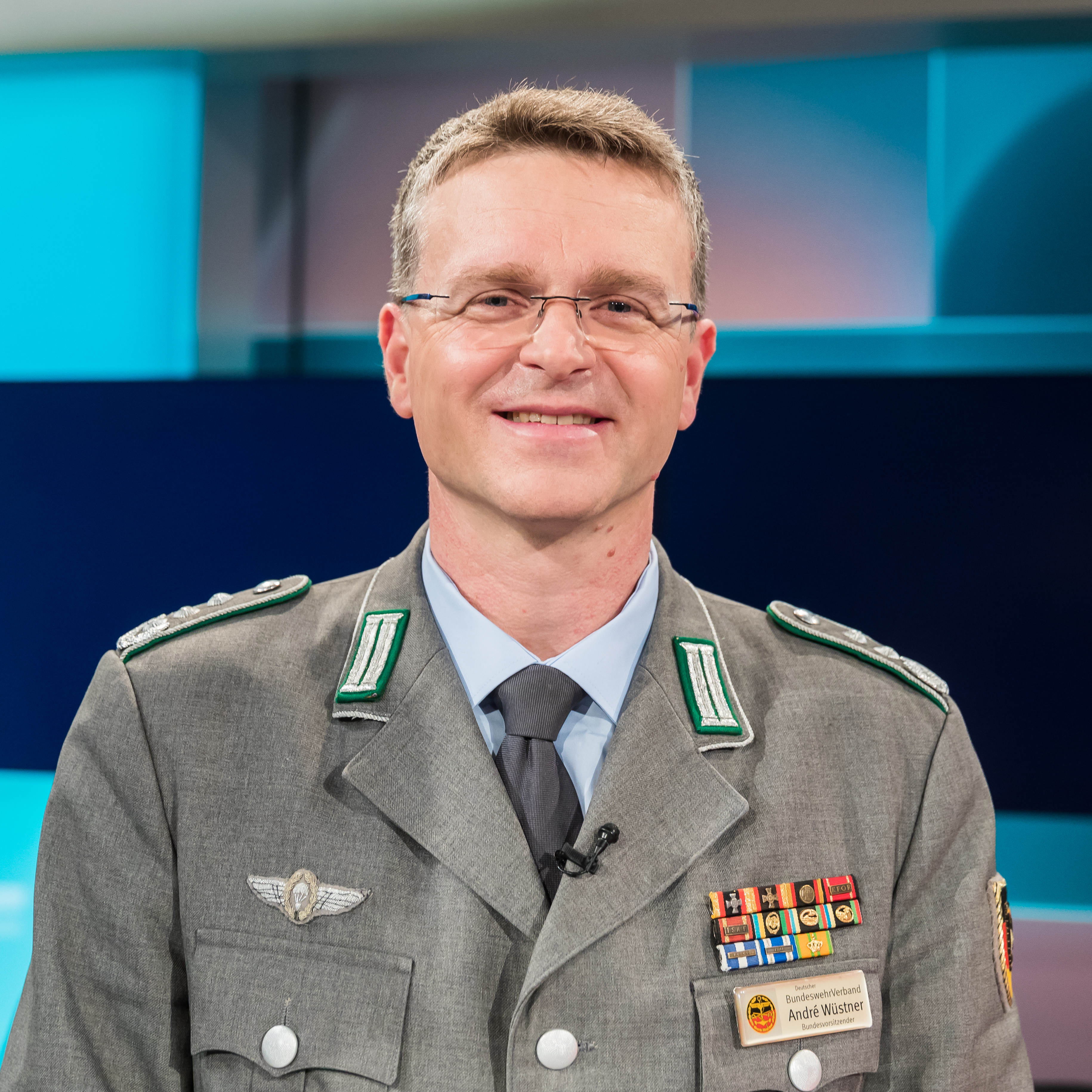
André Wüstner (* 1974)

- Wüstner, Frederic (* 1992), österreichischer Handballspieler
- Wustrow, Paul (1890–1945), deutscher Zahnmediziner und Hochschullehrer
- Wustrow, Siegfried (1936–2023), deutscher Radrennfahrer
- Wustrow, Thomas (* 1952), deutscher Hals-Nasen-Ohrenarzt